# Vela als Jocs Olímpics d'estiu de 1952
Als Jocs Olímpics d'Estiu de 1952 celebrats a la ciutat de Hèlsinki (Finlàndia) es disputaren cinc proves de vela. La competició se celebrà entre els dies 20 i 28 de juliol de 1952 a la mar Bàltica.

## Resum de medalles
| Prova               | Or | Argent                                                                                         | Bronze                                                                                        |
| 5.5 metres Detalls  | Estats Units · Complex IIBritton Chance · Sumner White · Edgar White · Michael Schoettle                           | Noruega · EncorePeder Lunde · Vibeke Lunde · Børre Falkum-Hansen                               | Suècia · HojwaFolke Wassén · Carl-Erik Ohlson · Magnus Wassén                                 |
| 6 metres Detalls    | Estats Units · LlanoriaHerman Whiton · Eric Ridder · Julius Roosevelt · John Morgan · Everard Endt · Emelyn Whiton | Noruega · Elisabeth XFinn Ferner · Johan Ferner · Erik Heiberg · Carl Mortensen · Tor Arneberg | Finlàndia · RaliaErnst Westerlund · Paul Sjöberg · Ragnar Jansson · Jonas Konto · Rolf Turkka |
| Dragon Detalls      | Noruega · PanSigve Lie · Håkon Barfod · Thor Thorvaldsen                                                           | Suècia · TornadoPer Gedda · Sidney Boldt-Christmas · Erland Almqvist                           | Alemanya · Gustel XTheodor Thomsen · Erich Natusch · Georg Nowka                              |
| Classe Finn Detalls | Paul Bert Elvstrøm                                                                                                 | Charles Currey                                                                                 | Rickard Sarby                                                                                 |
| Classe Star Detalls | Itàlia · MeropeAgostino Straulino · Nicolò Rode                                                                    | Estats Units · ComancheJohn Reid · John Price                                                  | Portugal · EspadarteJoaquim Fiúza · Francisco de Andrade                                      |

## Medaller
| Posició | País         | Or | Argent | Bronze | Total |
| 1       | Estats Units | 2  | 1      | 0      | 3     |
| 2       | Noruega      | 1  | 2      | 0      | 3     |
| 3       | Dinamarca    | 1  | 0      | 0      | 1     |
| 3       | Itàlia       | 1  | 0      | 0      | 1     |
| 5       | Suècia       | 0  | 1      | 2      | 3     |
| 6       | Regne Unit   | 0  | 1      | 0      | 1     |
| 7       | Alemanya     | 0  | 0      | 1      | 1     |
| 7       | Finlàndia    | 0  | 0      | 1      | 1     |
| 7       | Portugal     | 0  | 0      | 1      | 1     |